# Hüttingen an der Kyll
Pour l’article homonyme, voir Hüttingen bei Lahr.
Hüttingen an der Kyll est une municipalité allemande située dans le land de Rhénanie-Palatinat et l'arrondissement d'Eifel-Bitburg-Prüm.